# Gatčinský palác
Gatčinský palác či palác Gatčina (rusky Гатчинский дворец, často též s přívlastkem Большой – velký) je velkolepé sídlo ve stylu raného ruského klasicismu z let 1766–1781. Palác nechala vystavět ruská carevna Kateřina II. Veliká pro svého favorita Grigorije Orlova. Budova se nachází ve stotisícovém městě Gatčina v Leningradské oblasti Severozápadního federálního okruhu Ruska. Gatčinský palác se zapsal do historie architektury jako vynikající příklad stylu raného klasicismu. Palácový komplex se zahradami je od roku 1990 zapsán na seznamu Světového dědictví UNESCO spolu s řadou dalších staveb a sídel v celé Leningradské oblasti a Petrohradu pod společnou položkou „Historické centrum Petrohradu a související skupiny památek“.

## Dějiny palácového komplexu
V 18. století, po vítězství Ruska nad Švédskem a výstavbě Petrohradu, se v Gatčinském statku začaly stavět nové stavby na zbytcích švédských obydlí. Při stavbě byly použity starší základy a stavební materiál, tak vznikla např. sušárna pro uchovávání obilí s věží a cimbuřím a budova bývalé soukenické továrny, které dnes připomínají ony časy.
Doba vlády Kateřiny II. a krátkého panování jejího syna Pavla I. (1796–1801) podstatně změnily budoucnost osady Gatčina. V té době zde vedle sebe pracovali ruští, italští, angličtí a francouzští umělci. Mnozí z nich jenom v Rusku dostali příležitost použít svých získaných zkušenosti.
Armádní důstojník, účastník sedmileté války, hrabě Grigorij Orlov, byl vlivný oblíbenec panovnice. Kateřina II. mu darovala Gatčinský statek na břehu jezera, kde si hrabě vybudoval venkovský zámek, obklopený malebnými parky a rozsáhlými lesy určenými pro zábavu a lov. Autorem projektu byl italský architekt Antonio Rinaldi, který v Rusku pracoval 40 let.